# Artemón (ókeresztény író)
Artemón vagy Artemasz (3. század) ókeresztény író.
Monarchiánus volt. Tertullianus és Hippolütosz nem említették a nevét, de Caesariai Euszebiosz ismert egy Artemón elgondolásait támadó iratot, Szamoszatai Paulosz pedig a nagy elődöt tisztelte benne. Mindezek figyelembevételével munkássága a 225 és 250 közötti évekre tehető.